# Trionymus formosanus
Trionymus formosanus är en insektsart som beskrevs av Takahashi 1930. Trionymus formosanus ingår i släktet Trionymus och familjen ullsköldlöss.
Artens utbredningsområde är Taiwan. Inga underarter finns listade i Catalogue of Life.